# Wahlbezirk Böhmen 76
Der Wahlbezirk Böhmen 76 war ein Wahlkreis für die Wahlen zum Abgeordnetenhaus im österreichischen Kronland Böhmen. Der Wahlbezirk wurde 1907 mit der Einführung der Reichsratswahlordnung geschaffen und bestand bis zum Zusammenbruch der Habsburgermonarchie.

## Geschichte
Nachdem der Reichsrat im Herbst 1906 das allgemeine, gleiche, geheime und direkte Männerwahlrecht beschlossen hatte, wurde mit 26. Jänner 1907 die große Wahlrechtsreform durch Sanktionierung von Kaiser Franz Joseph I. gültig. Mit der neuen Reichsratswahlordnung schuf man insgesamt 516 Wahlbezirke mit je einem zu wählenden Abgeordneten, die durch Direktwahl mit allfälliger Stichwahl bestimmt wurden. Der Wahlkreis Böhmen 76 umfasste die Stadt Reichenberg. Aus der Reichsratswahl 1907 ging Heinrich Prade von der Deutschen Volkspartei als Sieger hervor. Prade trat 1911 nicht mehr bei der Reichsratswahl an und wurde von Hans Hartl abgelöst.

## Wahlergebnisse

### Reichsratswahl 1907
Die Reichsratswahl 1907 wurde am 14. Mai 1907 (erster Wahlgang) durchgeführt. Die Stichwahl entfiel auf Grund des absoluten Mehrheit für Heinrich Prade im ersten Wahlgang.
| Kandidat                                                              | Partei                     | Wahlkreis- stimmen | Prozent |
| --------------------------------------------------------------------- | -------------------------- | ------------------ | ------- |
| Heinrich Prade                                                        | Deutsche Volkspartei       | 3426               | 57,3 %  |
| Josef Strasser                                                        | Sozialdemokratische Partei | 1552               | 27,9 %  |
| Adam Peyerl                                                           | Tschechischer Kandidat     | 448                | 7,5 %   |
| Ladislav Machač                                                       | Tschechischer Kandidat     | 374                | 6,2 %   |
| Josef Gürtler                                                         | Christlichsoziale Partei   | 131                | 2,2 %   |
|                                                                       | Sonstige Parteien          | 50                 | 0,8 %   |
| Wahlberechtigte: 7635, Ungültige Stimmen: 40, Wahlbeteiligung: 78,9 % |                            |                    |         |

### Reichsratswahl 1911
Die Reichsratswahl 1911 wurde am 13. Juni 1911 durchgeführt. Die Stichwahl entfiel auf Grund des absoluten Mehrheit für Hans Hartl im ersten Wahlgang.
| Kandidat                                                              | Partei                          | Wahlkreis- stimmen | Prozent |
| --------------------------------------------------------------------- | ------------------------------- | ------------------ | ------- |
| Hans Hartl                                                            | Deutsch-bürgerlich              | 3445               | 57,6 %  |
| Karl Schiller                                                         | Sozialdemokratische Partei      | 1065               | 17,8 %  |
| Theodor Želíský                                                       | Tschechischer Kandidat          | 406                | 6,8 %   |
| Karl Stroh                                                            | Christlichsoziale Partei        | 127                | 2,1 %   |
| Anton Schubert                                                        | Deutschvölkische Arbeiterpartei | 107                | 1,8 %   |
|                                                                       | Sonstige Parteien               | 49                 | 0,8 %   |
| Wahlberechtigte: 7386, Ungültige Stimmen: 27, Wahlbeteiligung: 70,8 % |                                 |                    |         |